# Vanves
Vanves is een gemeente in het Franse departement Hauts-de-Seine (regio Île-de-France) en telt 27.806 inwoners (2015). De plaats maakt deel uit van het arrondissement Antony.

## Lycée Michelet
In het voormalige kasteel van Vanves, ontworpen door Jules Hardouin-Mansart, bevindt zich het Lycée Michelet. Dit scholencomplex in een park van 17 ha omvat college, lyceum en classes préparatoires aux grandes écoles. Het huidige hoofdgebouw werd voltooid in 1704 en was vanaf 1717 in het bezit van de machtige prinsen van Condé. Onteigend tijdens de Franse Revolutie, werd het domein in 1798 verworven door het Lycée Louis-le-Grand ten behoeve van de kostschoolleerlingen die in de vakantie niet naar huis gingen. Vanaf 1853 werd een praktijk van meerdere jaren aanvaard en kreeg het ook officieel een onderwijsfunctie ("petites classes"). In 1864 werd de school verzelfstandigd onder de naam Lycée du Prince-Impérial.

## Geografie
De oppervlakte van Vanves bedraagt 1,6 km², de bevolkingsdichtheid is 17.824 inwoners per km².
De onderstaande kaart toont de ligging van Vanves met de belangrijkste infrastructuur en aangrenzende gemeenten.

## Demografie
Onderstaande figuur toont het verloop van het inwonertal (bron: INSEE-tellingen).

## Geboren in Vanves
- Gérard Jouannest (1933-2018), pianist en componist die bekend werd als de vaste begeleider van Jacques Brel
- Philippe Lançon (1963), journalist die de aanslag op Charlie Hebdo op 7 januari 2015 overleefde.

## Voetnoten
1. ↑  Populations de référence 2022.
2. ↑  Marc Le Cœur, "Les lycées dans la ville: l'exemple parisien (1802-1914)" in: L'Établissement scolaire. Des collèges d'humanités à l'enseignement secondaire, XVIe-XXe siècles, eds. Marie-Madeleine Compère en Philippe Savoie, 2001, p. 131-167. DOI:10.4000/histoire-education.835